# Laura Valette
Laura Valette (* 16. Februar 1997 in Saint-Herblain) ist eine französische Hürdenläuferin, die sich auf die 100-Meter-Distanz spezialisiert hat.

## Sportliche Laufbahn
Ihren ersten Wettkampf bei internationalen Meisterschaften bestritt Laura Valette beim Europäischen Olympischen Jugendfestival 2013 in Utrecht, bei dem sie in 13,70 s die Goldmedaille gewinnen konnte und mit der französischen Sprintstaffel in 47,22 s den vierten Platz belegte. Im Jahr darauf erfolgte die Teilnahme an den zweiten Olympischen Jugendspielen in Nanjing, bei denen sie in 13,34 s ebenfalls die Goldmedaille gewann. 2015 gewann sie bei den Junioreneuropameisterschaften im schwedischen Eskilstuna in 13,21 s die Bronzemedaille und 2016 belegte sie bei den U20-Weltmeisterschaften in Bydgoszcz in 13,42 s den achten Platz. 2017 wurde sie bei den U23-Europameisterschaften in Bydgoszcz in 13,85 s Achte und erreichte anschließend bei der Sommer-Universiade in Taipeh das Halbfinale, in dem sie mit 13,64 s ausschied.
2018 siegte Valette bei den U23-Mittelmeermeisterschaften in Jesolo in 13,11 s und erreichte anschließend bei den Mittelmeerspielen in Tarragona in 13,94 s Rang acht. Zudem qualifizierte sie sich erstmals für die Europameisterschaften in Berlin und schied dort mit 13,22 s im Halbfinale aus. Bei den IAAF World Relays 2019 in Yokohama schied sie in der Hürdenstaffel mit 56,56 s im Vorlauf aus und anschließend gewann sie bei den U23-Europameisterschaften in Gävle in 12,97 s die Bronzemedaille hinter der Weißrussin Elwira Herman und Klaudia Siciarz aus Polen. Im Oktober nahm sie an den Weltmeisterschaften in Doha teil, schied dort aber mit 13,47 s in der ersten Runde aus. 2021 siegte sie mit 12,87 s beim AtletiCAGenève und nahm anschließend an den Olympischen Sommerspielen in Tokio teil, bei denen sie mit 14,52 s aber nicht über die Vorrunde hinauskam.
2019 wurde Valette französische Meisterin im 100-Meter-Hürdenlauf im Freien sowie 2018 Hallenmeisterin über 60 m Hürden.

## Persönliche Bestleistungen
- 100 m Hürden: 12,87 s (+1,8 m/s), 28. Juli 2019 in Saint-Étienne
  - 60 m Hürden (Halle): 8,10 s, 22. Januar 2021 in Miramas